# Садзанами Ивая
Суэо Ивая (яп. 巌谷 孝雄), более известный под псевдонимом Садзанами Ивая (яп. 巌谷 小波).; 6 июня 1870 года, Токио — 5 сентября 1933 года, Токио) — японский детский писатель

, журналист.
Считается зачинателем детской литературы в Японии. Один из основателей литературного общества «Кэнъюся» («Друзья тушечницы»).
Дебютировал в 1889 году. Стал известен и прославился, как автор сказок для детей. Собирал и перерабатывал японские народные сказки, мифы, средневековые легенды, исторические сказания, сохранив в них мягкий народный юмор, чистый народный язык (сборники: «Японские сказки» — «Нихон мукаси-банаси», 1894—1896; «Японские старинные сказания» — «Нихон отоги-банаси», 1896—1898; «Сказки и легенды всего мира» — «Сэкай отоги-банаси», 1899—1908, и др.).
Основатель и главный редактор одного из первых сёдзё-журналов Японии (журналов для девушек) «Shojo Sekai», издававшегося с 1906 года, а также детского театра в Японии.